# Huittinen

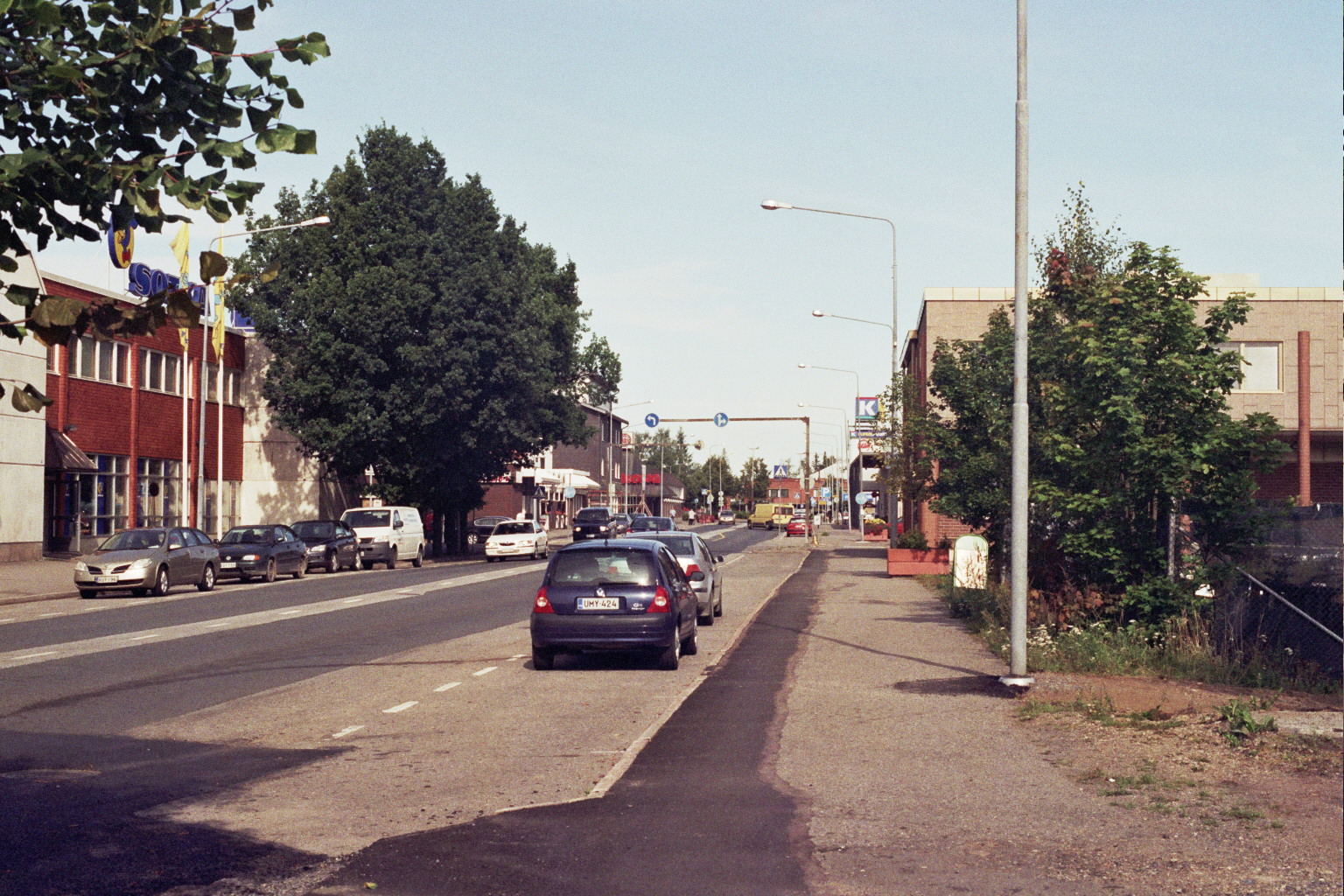
Centre d'Huittinen

Huittinen (en suec Vittis) és un municipi de Finlàndia, situat a la província de Finlàndia Occidental i a la regió de Satakunta. Risto Heikki Ryti, cinquè president de la República, va néixer en aquesta població.

## Ciutats agermanades
- Keila, Estònia